# Gabriele Oriali
Gabriele Oriali (Como, 25 de novembro de 1952) é um ex-futebolista italiano que jogava como meio-campista, mas também poderia jogar como zagueiro. Como jogador, ele era conhecido em particular por sua resistência e capacidade de roubar a bola.
Oriali passou toda a sua carreira na Inter de Milão e na Fiorentina. A nível internacional, ele representou a Itália no Campeonato Europeu de 1980 e também foi membro do time que conquistou a Copa do Mundo de 1982. Após sua aposentadoria, trabalhou como treinador e como diretor esportivo. 

## Carreira
Nascido em Como, filho de um pai italiano e uma mãe romena, Oriali jogou na equipe juvenil da Inter de Milão por quatro temporadas antes de ser promovido para o time principal.
Oriali jogou em apenas dois clubes: Internazionale e Fiorentina, estando mais identificado com o primeiro, onde iniciou a carreira em 1970 e ficaria os treze anos seguintes. Foi duas vezes campeão italiano com a Inter: o primeiro logo em sua primeira temporada, 1970/71, e o segundo no de 1979/80.
Oriali jogou 45 partidas e marcou 3 gols na Inter de Milão nas competições europeias. Ele fazia parte da equipe que perdeu para o Ajax na final da Liga dos Campeões de 1971-72. Oriali também é lembrado por uma atuação heróica em um Derby de Milão, jogado em 25 de outubro de 1981. Nesse jogo ele marcou o gol da vitória, mas também exigiu que trinta pontos tenham sido dados  no rosto do zagueiro do AC Milan, Mauro Tassotti.  Naquele ano, a Inter de Milão venceu os dois jogos do derby, uma façanha que não seria repetida até 2007, 26 anos depois. 
Em 1983, transferiu-se para a Fiorentina, aposentando-se na Viola quatro anos depois. Ele se aposentou do futebol em 1987 depois de 384 jogos (40 gols) na Serie A. Atualmente, trabalha como consultor de transferências da Inter de Milão.

## Carreira internacional
Oriali foi convocado para a Seleção Italiana pela primeira vez em 21 de dezembro de 1978, sob o comando de Enzo Bearzot, em um amistoso contra a Espanha. Seu único gol pela Itália veio em um amistoso contra a Suécia, que foi jogado em Florença em 26 de setembro de 1979; O jogo terminou em uma vitória italiana por 1-0.
Oriali jogou para a Itália no Campeonato Europeu de 1980 , onde a Itália terminou em quarto lugar, perdendo para a Tchecoslováquia em uma disputa de pênaltis pelo terceiro lugar.
Em 1982, ele foi um membro-chave da seleção italiana que viajou para a Espanha para ganhar a Copa do Mundo de 1982. Oriali jogou cinco jogos no torneio, incluindo a final contra a Alemanha Ocidental que a Itália venceu por 3 a 1 e conquistou sua terceira Copa do Mundo. 
O último jogo de Oriali para a Itália foi em 29 de maio de 1983 contra a Suécia, jogado em Gotemburgo, como parte da qualificação para o Campeonato Europeus de 1984. A Itália perdeu o jogo por 0-2. 
No total, ele fez 28 jogos na seleção entre 1978 e 1983, marcando 1 gol.

## Pós-carreira
Depois de terminar sua carreira de jogador, Oriali primeiro se tornou um diretor esportivo no Bologna e depois no Parma. Ele voltou ao Inter de Milão para se tornar seu diretor técnico - o cargo atualmente ocupado por outro ex-jogador da Inter, Marco Branca (que ocupou o cargo desde janeiro de 2014). Em 2001, como diretor técnico, foi sancionado por sua parte no incidente de passaporte falso de Álvaro Recoba. 

## Estilo de jogo
Oriali não tinha a melhor habilidade técnica, mas ele era um jogador tenaz e trabalhador, que era tácticamente inteligente e versátil; Isso permitiu que ele jogasse em qualquer lugar no meio do campo e também como zagueiro. Ao longo de sua carreira, ele se distinguiu por ser um meio-campista com uma resistência notável, que se destacou ao ler o jogo e parar jogadores adversários; ele também era um excelente marcador. Ele também foi altamente considerado pelo seu senso de posição, bem como sua capacidade de interpretar o jogo e o tempo que seu ataque corre, o que lhe permitiu contribuir para o jogo ofensivo de sua equipe com objetivos ocasionais. 
Em 2012, Oriali afirmou que o jogador que atualmente mais se parecia com ele em termos de seu estilo de jogo é Daniele De Rossi, embora, ao contrário de De Rossi, Oriali nunca foi expulso ao longo de sua carreira. 

## Títulos
Inter
- Serie A: 1970-71 , 1979-80
- Coppa Italia: 1977-78 , 1981-82

#### Itália
- Copa do Mundo de 1982